# Taenaris enomia
Taenaris enomia är en fjärilsart som beskrevs av Hans Fruhstorfer 1904. Taenaris enomia ingår i släktet Taenaris och familjen praktfjärilar. Inga underarter finns listade i Catalogue of Life.